# Elisardo Penas
Elisardo Penas García (Santiso, La Coruña, 6 de diciembre de 1908 - Madrid, 6 de marzo de 1979), fue un licenciado en Bellas Artes, militar republicano y aparejador español.

## Biografía

### Primeros años
Segundo hijo de una familia de doce hermanos, de los que cuatro de ellos fallecieron al poco de nacer, fue un estudiante brillante. Estudió el Bachillerato en el Instituto Da Guarda, de la capital coruñesa. Su vocación era la de Arquitecto, pero la larga duración de los estudios, unido a las limitaciones económicas de una familia numerosa, le hicieron decantarse por los estudios de Bellas Artes, que realizó en la Escuela de Bellas Artes de San Fernando de Madrid, licenciándose en 1931.
Militó de joven en la Juventud Católica Española, pero pronto evolucionó ideológicamente hacia posiciones republicanas y de izquierda, aunque manteniendo siempre su independencia política.
Entre 1932 y 1936 ejerció como docente en el Instituto de la Fundación Fernando Blanco, de Cee (La Coruña).

### Guerra civil
El estallido de la Guerra Civil le sorprendió en Madrid, a donde se había desplazado para presentarse a unas oposiciones en junio de 1936. Al verse aislado de toda su familia y sin recursos económicos, optó por alistarse como voluntario en el Batallón Félix Barzana, también llamado Batallón de la FETE, pese a las reservas que le producía la posibilidad de enfrentarse en el campo de batalla a alguno de sus hermanos, que permanecían en la otra zona. Se estrenó como miliciano en noviembre de 1936, con el mencionado Batallón, que se desenvolvió con gran éxito por la zona del llamado Vértice Basurero, entre Villaverde y Usera. La actuación del Batallón de la FETE fue explícitamente calificada como sobresaliente por el general Vicente Rojo, quien así lo destaca en sus memorias.
Nada le hacía imaginar por aquel entonces que acabaría poco después convirtiéndose en un destacado oficial. Una vez detenido el avance de las tropas de Franco, su amigo el entonces Teniente Enrique Fábregas Carrión le convenció para que estudiase el curso de oficiales de la Escuela Popular de Guerra de Paterna, que realizó entre febrero y abril de 1937. En esta Escuela obtuvo el grado de teniente en campaña el 11 de abril de 1937.
Fue destinado a continuación a la 20.ª Brigada Mixta, con cuartel general en Villanueva de la Serena y al mando del entonces Capitán Justo López Mejías, quien habría de ser su Jefe casi hasta el final de la guerra. En julio de 1937 intervino en la Ofensiva sobre Miajadas. Pese al resultado desigual de esa ofensiva, su destacada actuación como oficial al mando de su Compañía (y por delegación del Comandante al frente del propio 2.º Batallón de la Brigada) le hizo ser nombrado Jefe de Operaciones, Información y Cartografía de la Brigada. Sus dotes como dibujante y su gran capacidad de interpretación de los planos cartográficos le permitieron decorar las paredes de su despacho con numerosos croquis y dibujos del frente y de las posiciones enemigas, que él había inspeccionado con detalle durante una serie de jornadas. Este alarde gráfico le supuso encendidos elogios, durante una visita del Coronel Vicente Rojo, y también durante otra posterior del Coronel Ricardo Burillo, entonces Jefe del Ejército de Extremadura, quien quiso llevarse al Teniente Penas como Jefe del Servicio de Cartografía de este Ejército, a lo que el Jefe de la Brigada se opuso con el argumento de que no se podía quitar del frente a los mejores oficiales.
Durante esta época (otoño de 1937) proyectó la línea de resistencia de la Sierra de Ortiga, al SO de Don Benito, considerada por algunos como la obra defensiva más fabulosa del Ejército de la República en el frente extremeño. De hecho, el Ejército franquista consideró durante algún tiempo que había sido obra de técnicos soviéticos. Se conserva aún en buen estado, aunque muy cubierta por la maleza. Consistía en un complejo sistema de trincheras sólidas (con muro de piedra) a tres diferentes niveles, con siete búnkeres de hormigón para ametralladoras, dos de los cuales se encuentran inacabados.
También dirigió, en esta época, un cursillo de formación de sargentos, muy necesitado como estaba el ejército de mandos con la adecuada preparación.
En enero de 1938 fue destinado con las mismas funciones, junto con López Mejías, a la 37.ª División, con sede en Castuera y en marzo del mismo año, a la 38.ª División, con cuartel general en Hinojosa del Duque, como Jefe de Información. En ambas planificó e intervino en diversas operaciones en el Frente Extremeño, en situación más o menos estabilizada pero con frecuentes escaramuzas con resultados desiguales, y con algunos pequeños avances por parte de los republicanos. Su prestigio como oficial no dejó de aumentar en este periodo.
Su actividad más intensa vino tras su ascenso a Capitán el 22 de abril de 1938, pues a continuación se encomendó al recién ascendido Comandante Justo López Mejías la creación de una reorganizada 68.ª División, que se formó con tres nuevas Brigadas, la 189.ª, la 190.ª y la 191.ª, destinadas como fuerza de choque al Frente de Levante, para contener el entonces imparable avance de las fuerzas enemigas sobre Castellón. El Capitán Elisardo Penas fue nombrado jefe de Estado Mayor de la 68.ª División e intervino decisivamente en su organización. No obstante, poco después se nombró jefe de Estado Mayor al Comandante Luis Espinosa Briones, ante la escasez de oficiales con la adecuada preparación técnica. Penas quedó una vez más al mando de las secciones de Operaciones, Información y Cartografía. No obstante, según cuenta el mismo Penas, el Comandante Espinosa delegaba en él completamente, por lo que siempre ejerció como Jefe efectivo de Estado Mayor, lo que le supuso una enorme carga de trabajo. 
Las fuerzas de la 68.ª División se estrenaron a primeros de junio en las operaciones de la Sierra de Borriol, con notable éxito, pues lograron contener al enemigo durante varias jornadas, pese al feroz ataque que sufrieron por parte de la artillería y la aviación enemigas. No obstante, finalmente se decidió su repliegue, por el riesgo de quedar rodeados. Destacó especialmente un batallón anarquista de la 189.ª Brigada Mixta, con un heroico contraataque a mediados de mes que le costó innumerables bajas (más de trescientas). Ante el imparable avance enemigo, muy superior en medios, esta División batalló con tenaz resistencia y heroísmo en la Batalla de Onda y las acciones posteriores en la Sierra de Espadán, Frente de Barracas y batalla final en torno a las poblaciones de Viver y Jérica, las cuales quedaron completamente destruidas tras la batalla. La actuación del Capitán Elisardo Penas en esta época cabe calificarla de titánica. Según cuenta él mismo, los acontecimientos fueron tan rápidos e intensos durante los dos meses de junio y julio que ni él mismo era capaz de recordarlos ya con un cierto detalle. Se valió siempre de sus excelentes conocimientos cartográficos y su capacidad de resistencia para, una y otra vez, reorganizar las tropas de su División, constantemente diezmadas por los continuos bombardeos, para así ganar tiempo mientras se construía la llamada Línea XYZ, que se esperaba fuese la barrera definitiva contra la que se estrellarían las tropas enemigas (como así ocurriría finalmente). 
Cabe destacar especialmente las acciones de la noche del 3 al 4 de julio de 1938, cuando un intenso ataque de la aviación y artillería enemigas deshizo la resistencia republicana en los aledaños de la carretera que atraviesa la Sierra de Espadán (la actual CV-223), entre Tales y Alcudia de Veo). La eficaz labor del Capitán Penas localizando de noche las dispersas tropas y dando instrucciones precisas sobre las mejores posiciones de para reconstruir la línea de defensa y recobrar la moral defensiva de la 189.ª Brigada, que era la que defendía la carretera, fue absolutamente clave para evitar la penetración de las tropas de Franco en ese punto. Enfrente, tenían a las mejores tropas del Ejército franquista, los Regulares y otras, lo que no hace sino añadir méritos a la resistencia de la 68.ª División, cuyas unidades quedaron notablemente mermadas tras los dos extenuantes meses de campaña en Levante, pues de las tres flamantes Brigadas al completo que iniciaron la campaña (unos diez mil hombres), quedaron finalmente solo dos (a finales de julio la 190.ª BM quedó asignada a la 15.ª División), con menos de cuatro mil hombres en total.
Sus mayores cualidades como militar eran su enorme capacidad de resistencia, lo que le permitía mantener la calma aun en las situaciones de mayor apuro, y su habilidad para interpretar correctamente los planos cartográficos, habilidad en la que, según decía él, nadie le igualaba, y que le permitía sacar el máximo partido al terreno, encontrando siempre las posiciones óptimas para los despliegues defensivos y establecimiento de los puestos de mando de las diferentes unidades. Esta última cualidad era bastante poco frecuente entre los mandos del Ejército de la República, el cual disponía de buenos planos cartográficos, pero de escaso personal con el necesario conocimiento de topografía. Asimismo, su amplia cultura y aguda inteligencia le hacían idóneo para las labores de información dentro del Estado Mayor, siendo otra de sus tareas habituales la de escuchar las emisoras de radio propias y enemigas, para la correcta interpretación de los partes de guerra respectivos. No obstante, el sería el primer sorprendido por la rapidez y eficacia con que asumió sus labores como oficial, ya que él, en sus memorias, afirma que "En diciembre de 1936 me asustaba la idea de ser cabo, por la responsabilidad de mandar a seis hombres, y apenas un año después daba órdenes a doce mil con la mayor tranquilidad". Por otro lado, también dice que los jefes y soldados de las unidades bajo su mando confiaban ciegamente en las decisiones que él tomaba, puesto que, al contrario de lo que hacían otros oficiales, visitaba frecuentemente la primera línea de frente y sus decisiones se basaban siempre en sólidas y fundadas razones. Estas cualidades, junto con el hecho de que la 68.ª División republicana era casi la única de aquel frente con un jefe militar profesional y además, plenamente comprometido con la causa republicana (Justo López Mejías era militante comunista), hicieron que fuera en los momentos en que esta División se encontraba en primera línea cuando el enemigo era frenado con más eficacia.
Acabada la batalla y frenado el avance de las tropas de Franco sobre Valencia, la 68.ª División regresó a Extremadura, para contribuir a frenar el avance enemigo sobre la zona del Valle de la Serena, lo que se logró a finales de agosto con la consolidación de las posiciones en aquel frente, e incluso la recuperación de terreno por parte de las tropas republicanas. Tras un paso de dos semanas por un hospital de campaña, en Sierra Morena, debido al agotamiento físico por los continuos combates y a los frecuentes accesos de fiebres palúdicas (que había contraído un año antes en las zonas pantanosas de Rena, junto al río Guadiana), fue de nuevo nombrado jefe de Estado Mayor de la División, con carácter accidental, puesto que carecía del nuevo requisito legal de ser Diplomado de Estado Mayor. En este cargo se mantuvo hasta finales de 1938. Tras dos meses en Belalcázar, la 68.ª División estableció su Cuartel General en el pueblo de Capilla, donde permanecería hasta el final de la guerra, desplegándose sus tres Brigadas (la 189.ª, la 191.ª y la 194.ª) en la Sierra de Torozo y la zona semidesértica conocida como La Siberia, situada al norte de Cabeza del Buey. 
En el Archivo General Militar de Ávila se conserva un ejemplar de un plan de defensa de 11 páginas escrito y firmado por Elisardo Penas como Jefe Accidental de Estado Mayor, el 25 de noviembre de 1938. En él se describe con todo detalle como y en que posiciones debe realizarse el despliegue de las tres Brigadas y las unidades agregadas a ellas, junto con los objetivos de defensa de cada una. También en esta época realizó el proyecto de una nueva carretera con el fin de facilitar el acceso a las posiciones de las brigadas 189.ª y 194.ª, que por la carretera entonces en uso se encontraba demasiado expuesto a la artillería enemiga situada en Cabeza del Buey. Esta nueva ruta permitía asegurar los suministros y la eventual evacuación de las tropas hacia Siruela y La Puebla de Alcocer, en caso de necesidad. El tramo más expuesto era el que transcurría paralelo a la actual BA-161 y partía de Zarzacapilla en dirección al Oeste. La nueva pista transcurría más al Norte, más resguardada del enemigo, y aparece reflejada en el plano 780 del IGN de 1950 como "Pista de Guerra abandonada". En los planos actuales aparece simplemente como "Pista Militar".
Su última intervención bélica importante tuvo lugar en enero de 1939, en la llamada Batalla de Valsequillo, mediante un intento de amago sobre la población de Castuera, con el fin de distraer a las fuerzas enemigas del verdadero ataque, producido más al Sur y que sería el último avance republicano en la Guerra Civil. El ataque sobre Castuera quedó, no obstante, frustrado, debido a las lluvias torrenciales de aquellos días, que impidieron a los batallones involucrados en la operación (pertenecientes a la 189.ª Brigada Mixta) cruzar el impetuoso torrente de uno de los afluentes del río Guadalefra, que delimitaba las posiciones enemigas por el punto del ataque. Esto produjo un notable abatimiento en los soldados y oficiales, puesto que en el ataque los dos batallones no habían sido frenados por el enemigo, sino por los elementos de la naturaleza. Penas vio en este hecho el principio del fin, al confirmarse que la ofensiva republicana en el Sur había sido finalmente detenida y después de ver regresar a los batallones de su División en un penoso estado, tras varios días soportando una lluvia torrencial a la intemperie.
Seis meses antes del final de la guerra, había sido formalmente invitado a ingresar en el PCE, pues este le consideraba un excelente elemento que convenía captar, basándose en informes sobre su actuación en los frentes de Levante y Extremadura. Pero él, siempre celoso de su independencia política, declinó la invitación. Aunque se identificaba con gran parte del ideario de la izquierda, no aceptaba "en bloque" ninguna ideología concreta. Asimismo, en diciembre de 1938 llegó a ser propuesto para el ascenso a comandante, pero el fracaso de la operación sobre Castuera de enero de 1939, sus cada vez más deterioradas relaciones con el Jefe de la División (a quien reprochaba y acusaba de nepotismo) y el final de la guerra hicieron que ese ascenso no se llevase a cabo.
Llegado el final de la guerra y la orden de evacuación del frente, Elisardo Penas, como Jefe de Operaciones, fue el encargado de ejecutar la difícil misión de dirigir el repliegue de los diez mil soldados de la División hasta Piedrabuena, lo que logró en medio de una gran tensión y dificultad. Una vez allí, soldados y oficiales quedaron libres de la disciplina militar y cada cual buscó la huida como pudo. Se trataba además de evitar a toda costa caer en manos de una patrulla enemiga de primera línea, lo que probablemente implicaría el fusilamiento inmediato. Con enorme esfuerzo y varios golpes de fortuna consiguió llegar al puerto de Gandía el 30 de marzo, tras un periplo de tres días pleno de incidencias de diverso tipo, que recorrió desde Capilla a pie y en diversos camiones y trenes de heridos a través de Siruela, Piedrabuena, Ciudad Real, Albacete, Chinchilla, Hellín y finalmente Valencia, escapando varias veces de milagro de los controles que los miembros de la Falange habían ya establecido en las diferentes poblaciones. En Gandía, logró in extremis embarcarse en un torpedero francés que lo llevaría al exilio, gracias a las gestiones del diputado francés Albert Forcinal, quien se encontraba allí organizando la evacuación de un grupo de ciudadanos franceses. Junto con él se embarcaron dos oficiales republicanos procedentes también de Extremadura, compañeros suyos de fuga.

### Exilio
Desembarcó en Port-Vendres, desde donde fue llevado al Campo de concentración de Argelès-sur-Mer, ya que carecía de pasaporte, donde sobrevivían con grandes dificultades unos cincuenta mil exiliados españoles, en medio de enormes penalidades y carencias. Ante éstas, organizó algunos equipos para crear unas mínimas infraestructuras que mejorasen algo las duras condiciones de vida. Residió también durante algunos meses en el vecino campo de Saint Cyprien. Al año siguiente, fue destinado a un campo de trabajo en Availles-Limouzine. En junio de 1940, ante el avance de las tropas alemanas en la Segunda Guerra Mundial, emprendió la huida a pie hacia el Sur, en compañía de Germán Pírez, quien había sido Comisario político del llamado Quinto Regimiento, la famosa unidad del Comandante de Milicias Enrique Líster. Tras recorrer 400 kilómetros en 22 días llegaron a Toulouse y poco después fue destinado a otro campo de trabajo en la población de Gragnague. Aquí sufrió hambre rabiosa, junto a sus compañeros de infortunio, a causa del duro trabajo y el racionamiento de alimentos impuesto por el Gobierno Nazi al Régimen de Vichy. Se vio asimismo en extrema necesidad, puesto que llegó incluso a tener que vender la mejor de sus dos únicas camisas, para así poderse pagar el material de escritura, imprescindible para mantener el contacto epistolar con el exterior. Habiéndose librado por muy poco de ser enviado a las obras de la base de submarinos de Burdeos, en la zona de ocupación alemana, en septiembre de 1941 fue destinado a otro campo de trabajo en Catus, si bien aquí pudo encargarse ya de labores administrativas y organizativas.
Finalmente, puesto de nuevo en comunicación directa con su familia, ésta pudo reunir un número de avales suficiente para permitirle regresar a España, ya que pese a sus convicciones republicanas, nunca había desarrollado ningún activismo político y su actuación en la guerra había sido siempre impecable desde el punto de vista de la ética militar más estricta. De este modo, atravesó la frontera en Portbou el 22 de octubre de 1942.

### Regreso a España
A su regreso a España, tras seis días de prisión en los calabozos de la Dirección General de Seguridad (DGS), fue puesto en libertad, quedando confirmada finalmente ésta ya entrado el año 1943, una vez revisado su expediente. No obstante, quedó inhabilitado para ejercer cualquier tipo de cargo público por el régimen de Franco, lo que le impedía regresar a su antigua profesión de profesor. De este modo, compaginó trabajos puntuales como delineante con los estudios de Aparejador, que finalizó con brillantes calificaciones en 1948. Trabajó en diversos empleos, en Mieres y finalmente en Madrid. Entre otros trabajos, participó destacadamente en el proyecto de varias obras de infraestructura muy conocidas.
En 1972 escribió un libro de memorias, para su entorno familiar, que nunca publicó en vida pero cuyo contenido se ha dado a conocer en 2021.

## Vida personal
En julio de 1947 contrajo matrimonio con María Dolores Lado, hermana menor del doctor Robert Lado. La pareja tuvo cinco hijos.